# Internationaux du Doubs - Open de Franche-Comté 2009
L'Internationaux du Doubs - Open de Franche-Comté 2009 è stato un torneo professionistico di tennis maschile giocato sul cemento, che faceva parte dell'ATP Challenger Tour 2009. Si è giocato a Besançon in Francia dal 23 febbraio al 1º marzo 2009.

## Partecipanti

### Teste di serie
| Nazionalità | Giocatore        | Ranking* | Testa di serie |
| ----------- | ---------------- | -------- | -------------- |
| Portogallo  | Frederico Gil    | 83       | 1              |
| Germania    | Andreas Beck     | 97       | 2              |
| Uzbekistan  | Denis Istomin    | 98       | 3              |
| Belgio      | Kristof Vliegen  | 111      | 4              |
| Germania    | Michael Berrer   | 112      | 5              |
| Belgio      | Olivier Rochus   | 114      | 6              |
| Francia     | Nicolas Mahut    | 124      | 7              |
| Francia     | Adrian Mannarino | 131      | 8              |

- Ranking al 16 febbraio 2009.

### Altri partecipanti
Giocatori che hanno ricevuto una wild card:
- Grigor Dimitrov
- Nicolas Guillaume
- Julien Jeanpierre
- Benoît Paire

Giocatori passati dalle qualificazioni:
- Illja Marčenko
- Philipp Oswald
- Michał Przysiężny
- Nicolas Renavand
- Jean-Christophe Faurel (Lucky Loser)

## Campioni

### Singolare
Kristof Vliegen ha battuto in finale  Andreas Beck con il punteggio di 6–2, 6(6)–7, 6–3

### Doppio
Karol Beck /  Jaroslav Levinský hanno battuto in finale  David Škoch /  Igor Zelenay con il punteggio di 2–6, 7–5, 10–7